# Championnats du monde Gran Fondo
Les championnats du monde Gran Fondo se déroulent chaque année depuis 2023 et ils sont organisées par l'Union cycliste internationale. Il existe en format course en ligne et course contre la montre. Pour les cyclistes âgés de plus de 60 ans, on parle plutôt de « Medio Fondo » en raison d'une distance plus courte. 
Le Gran Fondo est un type de course cyclosportive sur route qui se pratique sur une longue distance avec un départ en masse mêlant toutes les catégories d'âges et de sexes, un peu comme un marathon. Crée à l'origine en Italie en 1970, l'épreuve est ouverte aux cyclistes non professionnels, réunissant amateurs et professionnels à la retraite, cyclistes de club et concurrents de tout âge. Ce type de courses s'est développé aux États-Unis à la fin des années 2010 et depuis 2016, l'Union cycliste internationale (UCI) organise un circuit mondial Gran Fondo, avec une course finale pour attribuer les titres de champions du monde Gran Fondo UCI aux coureurs amateurs d'élite et maîtres dans leur tranches d'âge respectives.
En 2023, le championnat Gran Fondo est intégré aux championnats du monde de cyclisme UCI 2023 avec notamment des médailles pour Alexandre Vinokourov (cat. 50-54), Johnny Hoogerland (cat. 40-44) ou Jeannie Longo (cat. 65-69).

## Éditions
| Année | Lieu                           | Champions notables                                                             | Champions notables                                                                                       |
| Année | Lieu                           | Course en ligne                                                                | Course contre-la-montre                                                                                  |
| ----- | ------------------------------ | ------------------------------------------------------------------------------ | --- |
| 2016  | Perth, Australie               | Paul Miller (en) (M55-59) Danny Clark (M65-69)                                 | NC |
| 2017  | Albi, France                   | Simona Parente (W40-44) Bjorn De Decker (M19-34) Samuel Plouhinec (M40-44)     | NC |
| 2018  | Varèse, Italie                 |                                                                                | |
| 2019  | Poznań, Pologne                | Vladimir Kuznetzov (M60-64) Jeannie Longo (W60-64)                             | Tommi Martikainen (M35-39) Vladimir Kuznetzov (M60-64) Laura Šimenc (en) (W19-34) Jeannie Longo (W60-64) |
| 2020  | Vancouver/Whistler, Canada     | Annulé                                                                         | Annulé                                                                                                   |
| 2021  | Banja Luka, Bosnie-Herzégovine | Johnny Hoogerland (M35-39)                                                     | |
| 2022  | Trente, Italie                 |                                                                                | Jeannie Longo (W60-64)                                                                                   |
| 2023  | Glasgow, Écosse                | Johnny Hoogerland (M40-44) Alexandre Vinokourov (M50-54) Sylvan Adams (M65-69) | Jeannie Longo (W65-69)                                                                                   |
| 2024  | Aalborg, Danemark              | Suzie Godart (W60-64)                                                          | |
| 2025  | Great Ocean Road, Australie    |                                                                                | |
| 2026  | Niseko, Japon                  |                                                                                | |
| 2027  | Haute-Savoie, France           |                                                                                | |